# Fran Curran
Francis Hugh Curran, detto Fran (Sterling, 9 luglio 1922 – Benton, 18 settembre 2004), è stato un cestista statunitense, professionista nella ABL, nella NBL, nella BAA e nella NBA.